# Ampanihy
Ampanihy oder Ampanihy Ouest (Ort der Fledermäuse) ist eine Gemeinde (commune) und Hauptort des gleichnamigen Kreises in der Region Atsimo-Andrefana im Süden von Madagaskar. Im Jahre 2006 hatte sie etwa 25.000 Einwohner, die in 24 Dörfern (fokontany) auf etwa 1397 km² lebten. Androka liegt etwa 227 km südlich der Stadt Toliara an der Nationalstraße RN10 und dem Fluss Sakatovo.
Die Gründung des Ortes im Jahre 1900 geht auf König Etsiamponde und die französische Militärverwaltung zurück. Im Jahre 1907 wurde die Verwaltung des cercle des Mahafaly von Androka nach Ampanihy verlegt, weil sich in der Gegend um Ampanihy die meisten Mahafaly-Führer aufhielten.
Die Menschen in Androka leben hauptsächlich von Viehzucht, dem Anbau von Maniok, Mais, Süßkartoffeln, Erdnüssen, Augenbohnen, Linsen und Bambara-Erdnüssen. Die Mohair-Teppiche aus Ampanihy sind in ganz Madagaskar bekannt, seit im Jahre 1934 die erste Messe für Mohair abgehalten wurde. Auch heute gibt es im Zentrum von Ampanihy ein Mohair-Haus. Daneben gibt es einige Granat-Vorkommen.
Ampanihy hat einen Flugplatz mit einer 1100 Meter langen Start- und Landebahn.